# Eliseo Branca
Eliseo Nicolás Branca (* 20. September 1957 in Hurlingham) ist ein ehemaliger argentinischer Rugbyspieler. Er nahm 1987 mit der argentinischen Rugby-Union-Nationalmannschaft an der Rugby-Union-Weltmeisterschaft teil.